# NGC 6318
NGC 6318 (również OCL 1004 lub ESO 333-SC1) – gromada otwarta znajdująca się w gwiazdozbiorze Skorpiona. Została odkryta 13 maja 1826 roku przez Jamesa Dunlopa. Jest położona w odległości ok. 6,8 tys. lat świetlnych od Słońca.